# Deyvillers
Deyvillers település Franciaországban, Vosges megyében. Lakosainak száma 1350 fő (2022. január 1.). Deyvillers Jeuxey, Longchamp, Aydoilles és Épinal községekkel határos.

## Népesség
A település népességének változása:
| Lakosok száma | 1482 | 1447 | 1495 | 1418 | 1389 | 1361 | 1358 | 1353 | 1350 |
|               | 2013 | 2015 | 2016 | 2017 | 2018 | 2019 | 2020 | 2021 | 2022 |